# Koebrat (stad)
Koebrat (Bulgaars: Кубрат, Turks: Balbunar) is een stad in het noordoosten van Bulgarije in de oblast Razgrad. Koerbat is in 1949 uitgeroepen tot stad, daarvoor was het officieel nog een dorp.

## Geografie
De gemeente Koebrat is gelegen in het noordwestelijke deel van de oblast Razgrad. Met een oppervlakte van 439,934 vierkante kilometer is het de op een na grootste van de 7 gemeenten van de oblast, oftewel 18,1% van het grondgebied. De grenzen zijn als volgt:
- in het zuidoosten - gemeente Zavet;
- in het zuiden - gemeente Razgrad;
- in het zuidwesten - gemeente Vetovo, oblast Roese;
- in het westen - gemeente Roese en gemeente Slivo Pole, oblast Roese;
- in het noorden - gemeente Toetrakan, oblast Silistra.

## Bevolking
De gemeente Koebrat kampt sinds de volkstelling van 1965 met een bevolkingskrimp. De stad Koebrat en de nabijgelegen dorpen verloren met name in de periode 1984-1989 relatief veel inwoners, als gevolg van de assimilatiecampagnes van het communistisch regime van Todor Zjivkov, waarbij alle Turken en andere moslims in Bulgarije christelijke of Bulgaarse namen moesten aannemen en afstand moesten doen van islamitische gewoonten. De bevolkingsafname werd versneld door massale emigratie van jongvolwassenen door de verslechterde economische omstandigheden na de val van het communisme. Op 31 december 2020 telde de stad Koebrat 6.205 inwoners, terwijl de gemeente Koebrat, waar de 16 dorpen bij worden opgeteld, 15.410 inwoners had.
|          | 1934   | 1946   | 1956   | 1965   | 1975   | 1985   | 1992   | 2001   | 2011   | 2020   |
| -------- | ------ | ------ | ------ | ------ | ------ | ------ | ------ | ------ | ------ | ------ |
| Stad     | 4 297  | 4 244  | 6 470  | 9 124  | 11 282 | 10 707 | 9 906  | 9 069  | 7 379  | 6 205  |
| Gemeente | 28.154 | 29.532 | 32.541 | 34.783 | 34.044 | 32.428 | 27.697 | 24.124 | 18.355 | 15.410 |

### Etnische samenstelling
De bevolking van de stad Koebrat bestond in 2011 vooral uit etnische Bulgaren (62%), gevolgd door een grote Turkse (29%) en Romani minderheid (6%). In de gemeente Koebrat, bestaande uit de stad Koebrat samen met de omringde 16 dorpen, vormden Bulgaarse Turken echter de meerderheid (54%), gevolgd door een Bulgaarse minderheid (37%) en de Roma (8%).
| Etnische groep   | volkstelling 1992 | volkstelling 1992 | volkstelling 2001 | volkstelling 2001 | volkstelling 2011 | volkstelling 2011 | volkstelling 2011  |
| Etnische groep   | Aantal            | %                 | Aantal            | %                 | Aantal            | % (totaal)        | % (gespecificeerd) |
| ---------------- | ----------------- | ----------------- | ----------------- | ----------------- | ----------------- | ----------------- | ------------------ |
| Bulgaren         | 11.852            | 42,79             | 9.714             | 40,27             | 6.198             | 33,76             | 35,97              |
| Turken           | 13.941            | 50,33             | 12.136            | 50,31             | 9.283             | 50,57             | 53,88              |
| Roma             | 1.424             | 5,14              | 1.480             | 6,13              | 1.321             | 7,19              | 7,66               |
| Andere groepen   | 476               | 1,72              | 553               | 2,29              | 79                | 0,43              | 0,46               |
| Onbekend         | 4                 | 0,02              | 171               | 0,71              | 344               | 1,87              | 1,99               |
| Ongespecificeerd | .                 | .                 | 70                | 0,29              | 1.130             | 6,15              | .                  |
| Totaal           | 27.697            | 100,00            | 24.124            | 100,00            | 18.355            | 100,00            | 100,00             |

### Religie
De laatste volkstelling werd uitgevoerd in februari 2011 en was optioneel. Van de 18.355 inwoners reageerden er 15.975 op de volkstelling. Van deze 15.975 respondenten waren er 8.651 moslim (54% van de ondervraagden) en 5.469 waren lid van de Bulgaars-Orthodoxe Kerk (34%). De rest van de bevolking had een andere geloofsovertuiging of was niet religieus. 
| Religieuze samenstelling in februari 2011 | Religieuze samenstelling in februari 2011 | Religieuze samenstelling in februari 2011 | Religieuze samenstelling in februari 2011 | Religieuze samenstelling in februari 2011 |
| ----------------------------------------- | ----------------------------------------- | ----------------------------------------- | ----------------------------------------- | ----------------------------------------- |
|                                           |                                           |                                           |                                           |                                           |
| Bulgaars-Orthodoxe Kerk                   | Bulgaars-Orthodoxe Kerk                   |                                           | 34,23%                                    | 34,23%                                    |
| Katholieke Kerk                           | Katholieke Kerk                           |                                           | 0,11%                                     | 0,11%                                     |
| Protestantisme                            | Protestantisme                            |                                           | 0,13%                                     | 0,13%                                     |
| Islam                                     | Islam                                     |                                           | 54,13%                                    | 54,13%                                    |
| Geen                                      | Geen                                      |                                           | 1,23%                                     | 1,23%                                     |
| Anders/ Onbekend                          | Anders/ Onbekend                          |                                           | 10,17%                                    | 10,17%                                    |

## Nederzettingen
De gemeente Koebrat bestaat uit de onderstaande 17 nederzettingen:
| Plaats     | Cyrillisch | Bevolking (2019) |
| ---------- | ---------- | ---------------- |
| Koebrat    | Кубрат     | 6.259            |
| Belovets   | Беловец    | 1.658            |
| Bisertsi   | Бисерци    | 1.043            |
| Bozjoerovo | Божурово   | 349              |
| Goritsjevo | Горичево   | 295              |
| Kamenovo   | Каменово   | 279              |
| Medovene   | Медовене   | 319              |
| Madrevo    | Мъдрево    | 645              |
| Ravno      | Равно      | 530              |
| Savin      | Савин      | 339              |
| Sevar      | Севар      | 1.536            |
| Seslav     | Сеслав     | 677              |
| Terter     | Тертер     | 211              |
| Totsjilari | Точилари   | 344              |
| Joeper     | Юпер       | 337              |
| Zadroega   | Задруга    | 373              |
| Zvanartsi  | Звънарци   | 444              |
| Totaal     |            | 15.638           |

Bestuurlijk centrum: Razgrad
 Isperich - Koebrat - Loznitsa - Razgrad - Samoeil - Tsar Kalojan - Zavet